# No Diggity
No Diggity é uma música de 1996 lançada pelo grupo de R&B Blackstreet com participação de Dr. Dre e Queen Pen. Lançada como o primeiro single do segundo álbum de estúdio do grupo, Another Level, atingiu o número um no Hot 100 da Billboard. Vendeu 1.6 milhões de cópias em seu ano de lançamento e rendeu ao grupo um Grammy Award em 1998.
A canção recebeu um cover no filme de comédia musical Pitch Perfect, em 2012. Na voz de Anna Kendrick, a performance acapella foi usada nos materiais de promoção do filme e introduziu o single a uma nova geração.